# Атокос
Атокос (грец. Άτοκος) — це невеликий грецький острів в Іонічному морі біля узбережжя Акарнанії. Розташований на 9 км на північний схід від Ітаки. і на 8 км на північний захід від острова Кастос.
Знаходиться у веденні муніципалітету Ітака.
Дані останнього перепису населення показують, що острів має населення 2 особи.

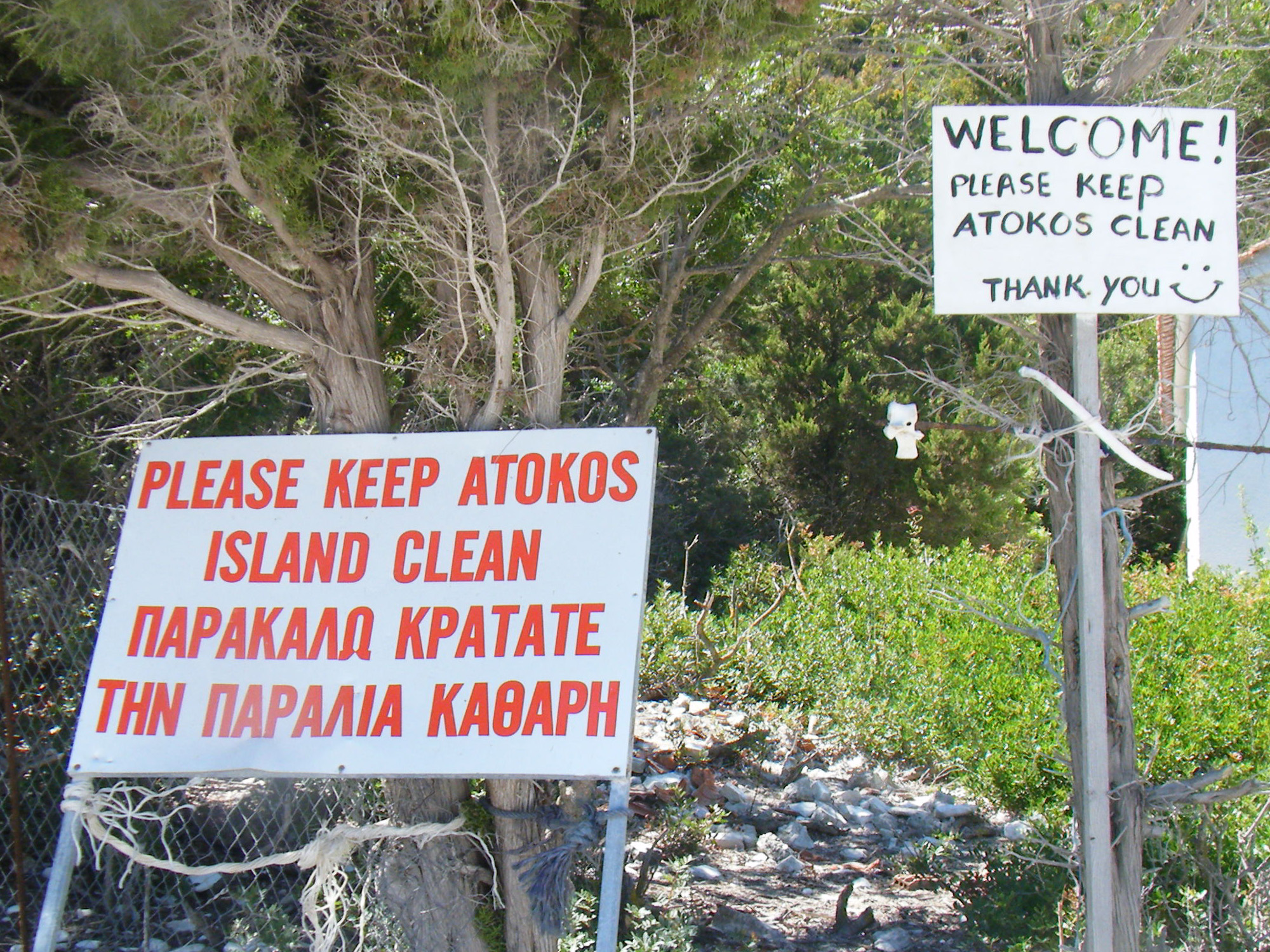
Атокос вітає відвідувачів